# Rubén Capria
Rubén Oscar Capria Labiste (General Belgrano, Provincia de Buenos Aires, Argentina; 6 de enero de 1970), apodado el Mago, es un exfutbolista, periodista y director técnico argentino.
Jugaba como mediocampista ofensivo o enganche y su primer equipo fue Estudiantes de La Plata. Su último club antes de retirarse fue Peñarol de Uruguay. Es hermano del exfutbolista Diego Capria.

## Trayectoria

### Como futbolista
Debutó el 16 de septiembre de 1990 en la derrota de Estudiantes de La Plata ante Argentinos Juniors. Allí jugó 127 partidos en los que anotó 21 goles hasta 1995. Ese año pasó a Racing, equipo que lo acogió hasta 1997 para luego ir a préstamo al Cruz Azul de México. Volvió a Avellaneda ese mismo año. En 1999 se dirigió a Chacarita Juniors, estando hasta el 2000 cuando pasó a Lanús. En 2001 se integró a Unión de Santa Fe.
En 2003 jugó en el Barcelona de Ecuador y en 2004 en la Universidad Católica de Chile. Ese mismo año volvió a la Argentina, esta vez a Newell's Old Boys, donde salió campeón del Torneo Apertura. En 2005 regresó por tercera vez a Racing dónde en total disputó 132 partidos y marcó 40 goles, para finalmente pasar por Peñarol de Uruguay, donde se retiró en el año 2007.
Su características más importantes eran una gran visión de juego y su excelente remate.[cita requerida] Su apodo "Mago" no hace referencia a su juego exquisito y habilidoso, sino que es en relación con el apodo de un amigo al que le decían "Magú". A Capria lo llamaban de la misma manera, y su apodo se terminó transformando posteriormente en "Mago". Es considerado[¿por quién?] uno de los últimos enganches del fútbol argentino y una encuesta realizada por la AFA[cita requerida] lo ubicó entre los mejores de la historia del fútbol argentino en esa posición.

### Como director técnico
El 20 de julio de 2014 firmó contrato con Atlanta de la Primera B Metropolitana, en lo que fue su debut como director técnico. La experiencia fue completamente negativa, ya que perdió los cinco partidos que estuvo al mando de la institución. Debido a los malos resultados, el 25 de agosto presentó renuncia formal a su cargo.

### Como comentarista
Antes de asumir Atlanta se desempañaba como panelista en el programa Hablemos de Fútbol de ESPN. En 2019 por la Copa América se desempeñó como comentarista y técnico invitado del canal colombiano Caracol Televisión en la sección del Gol Caracol.

### Como mánager deportivo
Desde febrero de 2020 se desempeñó como gerente deportivo de Atenas, club de la Segunda División de Uruguay. En enero de 2021 fue presentado oficialmente como nuevo mánager de Racing en reemplazo de Diego Milito.Su gestión se vio envuelta en numerosas críticas por parte de los hinchas de Racing, puesto a que trajo jugadores y entrenadores que demostraron bajo rendimiento o en la etapa del retiro, dejó escapar a referentes del equipo titular, por la llegada tarde de algunos refuerzos y su poca autocrítica a la hora de declarar. El 11 de diciembre de 2023 terminaría renunciando al cargo a pesar de que el presidente Víctor Blanco, con quien no concordaba en algunas decisiones, había acordado a que el mánager se quedara en el club hasta 2024, año de elecciones en Racing.

## Clubes

### Como jugador
| Club                    | País      | Año       |
| ----------------------- | --------- | --------- |
| Estudiantes de La Plata | Argentina | 1990-1995 |
| Racing Club             | Argentina | 1995-1997 |
| Cruz Azul               | México    | 1998      |
| Racing Club             | Argentina | 1998-1999 |
| Chacarita Juniors       | Argentina | 1999-2000 |
| Lanús                   | Argentina | 2000-2001 |
| Unión de Santa Fe       | Argentina | 2001-2003 |
| Barcelona               | Ecuador   | 2003      |
| Universidad Católica    | Chile     | 2004      |
| Newell's Old Boys       | Argentina | 2004-2005 |
| Racing Club             | Argentina | 2005-2006 |
| Peñarol                 | Uruguay   | 2006-2007 |

### Como entrenador
| Equipo               | Div.                 | Torneo               | Estadísticas | Estadísticas | Estadísticas | Estadísticas | Estadísticas | Estadísticas | Estadísticas | Estadísticas | Estadísticas |
| Equipo               | Div.                 | Torneo               | PJ           | G            | E            | P            | GF           | GC           | DG           | Efectividad  | Puntos       |
| -------------------- | -------------------- | -------------------- | ------------ | ------------ | ------------ | ------------ | ------------ | ------------ | ------------ | ------------ | ------------ |
| Atlanta Argentina    | 3.ª                  | 2014                 | 5            | 0            | 0            | 5            | 2            | 9            | -7           | 0%           | 0            |
| Atlanta Argentina    | Total                | Total                | 5            | 0            | 0            | 5            | 2            | 9            | -7           | 0%           | 0            |
| Total en sus equipos | Total en sus equipos | Total en sus equipos | 5            | 0            | 0            | 5            | 2            | 9            | -7           | 0%           | 0            |

### Como mánager
| Club        | País      | Año       |
| ----------- | --------- | --------- |
| Atenas      | Uruguay   | 2020-2021 |
| Racing Club | Argentina | 2021-2023 |
| Newells     | Argentina | 2025-     |

## Palmarés

### Campeonatos nacionales
| Título           | Club                    | País      | Año    |
| ---------------- | ----------------------- | --------- | ------ |
| Nacional B       | Estudiantes de La Plata | Argentina | 1995   |
| Primera División | Newell's Old Boys       | Argentina | A-2004 |

## Televisión
| Programa                  | Canal              | Año  |
| ------------------------- | ------------------ | ---- |
| Hablemos de Fútbol        | ESPN               | 2014 |
| Fútbol Compacto           | DeporTV            | 2015 |
| Amistosos Internacionales | DeporTV            | 2015 |
| La llave del gol          | Fox Sports         | 2016 |
| Gol Caracol               | Caracol Televisión | 2019 |